# Dubina (pčele)
Dubina (ul, ulišće, dub, panj) je najjednostavnija i ujedno najstarija vrsta košnica, a nastala je odsijecanjem i prenošenjem u selo panja ili dijela stabla u kojem su se već nalazile pčele. Dubine su košnice koje spadaju u red onih koje su najbliže prirodnom staništu pčela. To su u stvari izdubljena debla trupaca drveća. Same su košnice poput pletara s nepokretnim saćem. Nekad su ljudi da bi dobili med iz takvih košnica pčelinje zajednice morali prvo ugušiti dimom. Danas kad se o pčelama i pčelarstvu zna mnogo više to više nije potrebno. Postoje dubine s pokretnim saćem ili se kombiniraju s nekom od "modernijih" košnica kod kojih lako i jednostavno možemo mijenjati okvire.
Prema uzoru na dubine često nailazimo na košnice iz jednog ili više drvenih trupaca, većih ili manjih, ali svakako pravih umjetničkih djela najrazličitijih oblika, boja, veličina i upotrebljivosti. Dubine su kao košnice trajne i po nekoliko generacija uz minimalno održavanje. Rojevi iz dubina pčelarima svakako donose brojna i kvalitetna pčelinja društva pa ih ako ništa drugo iz nostalgičnih razloga ne treba zaboraviti. Svaki pčelar bez poteškoća može u svom pčelinjaku imati barem pokaznu dubinu koja kupcima pčelinjih proizvoda sigurno predstavlja pravu vrijednost i vraća ih na trenutak nekoliko stoljeća unazad kada je dubina bila ne samo prirodno stanište već i najčešća i jedina nastamba pčela medarica.

## Povijest
U nekadašnjim nepreglednim prašumama pčele su nalazile bogatu pašu, a u mnogobrojnim šupljinama stabala i stijena udobna mjesta za leglo i skladištenje dodatne hrane, tako da su se pčelinje zajednice u divljini dosta umnožavale, i pored štete koju im je nanosio čovjek svojom krađom meda. Međutim, nestankom velikih prašuma nestali su mnogobrojni povoljni uvjeti za razvoj pčela, a potrebe čovjeka za pčelinjim proizvodima su rasle. Ljudi su u međuvremenu naučili sami uzgajati i umnožavati pčelinje zajednice, tako da su mogli zadovoljiti svoje potrebe za medom, voskom i drugim pčelinjim proizvodima. Na početku čovjek je pratio pčele koje su se vraćale s paše do njihovog gnijezda, zatim je pazio kada se roje, pa rojeve privlačio u šuplja stabla ili druga pristupačnija mjesta, premazujući ih medom. Kasnije je, da bi mu pčele bile što bliže, a njihovi proizvodi što pristupačniji, sam je počeo praviti prostrane šupljine u krošnjama živih stabala, stavljajući na njih vrata s otvorom za leto (mjesto gdje pčele ulaze u košnicu), a potom označavajući ih svojim znakom (križom najčešće) da ih drugi ne bi prisvojili. Šupljine iskopane u drveću ljudi su neposredno pred samo rojenje premazivali zapaljenim saćem kako bi miris primamio pčele, pa su rojevi rado naseljavali tako pripremljene prostore. Na ovaj način ostvaren je prvi bliži obostrano korisni dodir u odnosu čovjeka i pčela, to jest bio je pripremljen "smještaj" za pčele i počelo se razvijati šumsko pčelarenje. Takvo pčelarenje je bilo najrazvijenije na prostoru današnje Rusije, jer su tu vjerojatno i uvjeti bili najpovoljniji.
Najstariji dokaz o odnosu između čovjeka i pčele dolazi iz mlađeg kamenog doba ili neolitika (5 000 do 7.000. pr. Kr.) iz pećine Cuevas de la Araña koje se nalazi u Španjolskoj u blizini Valencije. Slika iz špilje prikazuje čovjeka s posudom koji iz pukotine u stijeni rukom uzima saće. Pčele lete oko njega u koncentričnim krugovima i udaljavaju se jer on koristi dim kojim ih tjera. On je lovac na med, lik koji postoji još i danas u nekim starijim narodima. Vjerojatno čovjek sa slike skuplja pčelinja društva iz šupljina te ih na taj način prenosi i postavlja u neposrednoj blizini kuće.
Kada su iskrčene stare šume i stvorena prva stalna ljudska naselja, pčele su prenesene iz šuma i uzgajane u izdubljenim panjevima - dubina. Kasnije, čovjek je počeo da pravi pletene košnice od pruća (pletara), obljepljujući ih mješavinom izmeta, gline i piljevine, ili samo od slame, dok je u kamenitim krajevima pravio primitivne košnice u stijenama. U Sudanu, Egiptu, u zemljama Bliskog istoka i Male Azije, gdje nema šuma ni pogodnih pećina, pčele su prvobitno živjele u izdubljenoj zemlji, a ljudi su kasnije počeli praviti košnice od ilovače. Tako su stvoreni prvi primitivni pčelinjaci, a čovjek je sve više koristio proizvode pčela, ali uz stalnu brigu da svojim djelovanjem što manje naškodi pčelinjoj zajednici.

## Slike
|                                              |                      |                                                                                 |                     |                                                              |
| Dubina iz šupljeg debla (Pijemont, Italija). | Dubina iz Portugala. | Dubina iz Poljske (Pčelarski muzej na otvorenom u Stróżeu, nowosądecki poviat). | Dubine iz Ukrajine. | Dubina: oživljavanje stare tradicije u Njemačkoj i Poljskoj. |